# Le Broc (Puy-de-Dôme)
Pour les articles homonymes, voir Le Broc.
Le Broc est une commune française située dans le département du Puy-de-Dôme, en région Auvergne-Rhône-Alpes, à 6,3 km d'Issoire.

## Géographie

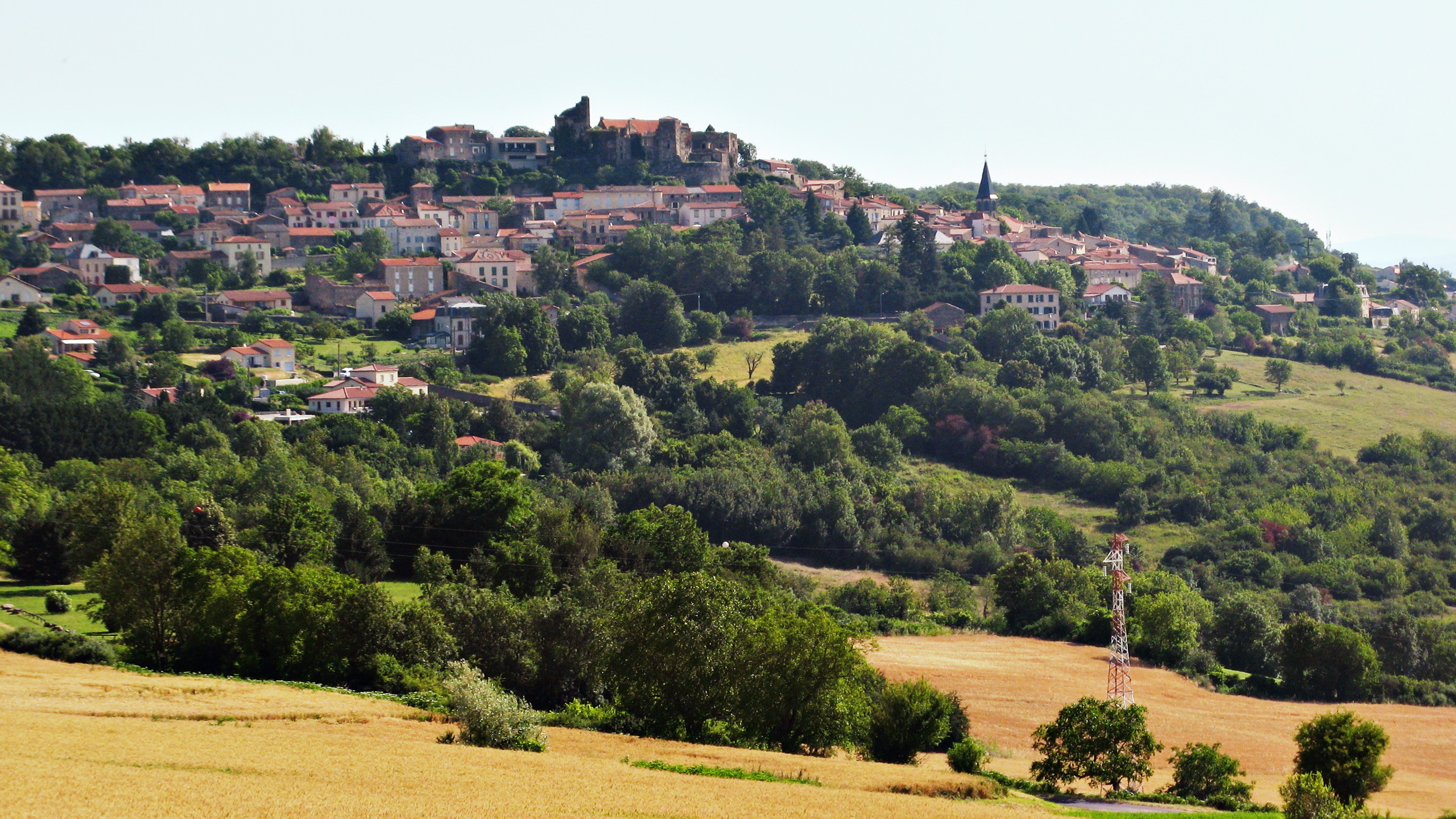
Vue d'ensemble du bourg.

### Climat
Pour des articles plus généraux, voir Climat d'Auvergne-Rhône-Alpes et Climat du Puy-de-Dôme.
En 2010, le climat de la commune est de type climat océanique dégradé des plaines du Centre et du Nord, selon une étude du Centre national de la recherche scientifique s'appuyant sur une série de données couvrant la période 1971-2000. En 2020, Météo-France publie une typologie des climats de la France métropolitaine dans laquelle la commune est exposée à un climat de montagne ou de marges de montagne et est dans la région climatique  Nord-est du Massif Central, caractérisée par une pluviométrie annuelle de 800 à 1 200 mm, bien répartie dans l’année. 
Pour la période 1971-2000, la température annuelle moyenne est de 10,8 °C, avec une amplitude thermique annuelle de 16,8 °C. Le cumul annuel moyen de précipitations est de 672 mm, avec 7,5 jours de précipitations en janvier et 6,7 jours en juillet. Pour la période 1991-2020, la température moyenne annuelle observée sur la station météorologique de Météo-France la plus proche, « Issoire », sur la commune d'Issoire à 5 km à vol d'oiseau, est de 12,0 °C et le cumul annuel moyen de précipitations est de 610,7 mm,. Pour l'avenir, les paramètres climatiques de la commune estimés pour 2050 selon différents scénarios d'émission de gaz à effet de serre sont consultables sur un site dédié publié par Météo-France en novembre 2022.

## Urbanisme

### Typologie
Au 1er janvier 2024, Le Broc est catégorisée commune rurale à habitat dispersé, selon la nouvelle grille communale de densité à sept niveaux définie par l'Insee en 2022.
Elle est située hors unité urbaine. Par ailleurs la commune fait partie de l'aire d'attraction d'Issoire, dont elle est une commune de la couronne,. Cette aire, qui regroupe 53 communes, est catégorisée dans les aires de moins de 50 000 habitants,.

### Occupation des sols
L'occupation des sols de la commune, telle qu'elle ressort de la base de données européenne d’occupation biophysique des sols Corine Land Cover (CLC), est marquée par l'importance des territoires agricoles (65,8 % en 2018), en diminution par rapport à 1990 (68,2 %). La répartition détaillée en 2018 est la suivante : terres arables (50 %), forêts (16,4 %), milieux à végétation arbustive et/ou herbacée (14,1 %), zones agricoles hétérogènes (13,6 %), espaces verts artificialisés, non agricoles (2,2 %), prairies (2,2 %), zones urbanisées (1,6 %). L'évolution de l’occupation des sols de la commune et de ses infrastructures peut être observée sur les différentes représentations cartographiques du territoire : la carte de Cassini (XVIIIe siècle), la carte d'état-major (1820-1866) et les cartes ou photos aériennes de l'IGN pour la période actuelle (1950 à aujourd'hui).

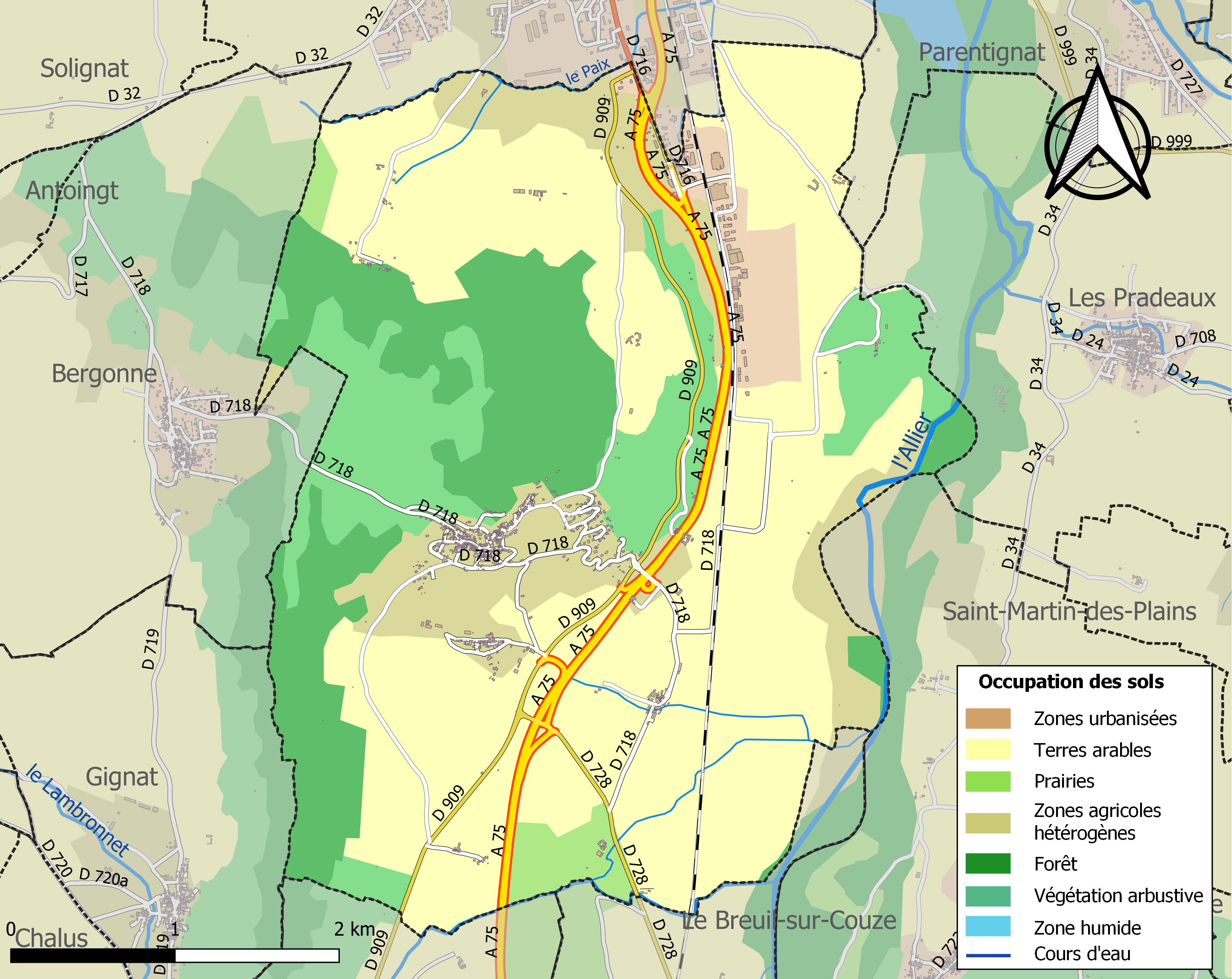
Carte des infrastructures et de l'occupation des sols de la commune en 2018 (CLC).

## Histoire
Il a existé une famille de seigneurs du Broc.
Bertrand du Broc, fils de Robert, était déjà seigneur du Broc en 1069.
Le château du Broc est représenté au sein de l'armorial de Guillaume Revel, tel qu'il devait être en 1450. Ce château aurait été construit au XIIIe siècle par Bertrand du Broc fils de Robert lui-même fils d'Odilon, tous seigneurs successifs du Broc.

### Les Hospitaliers

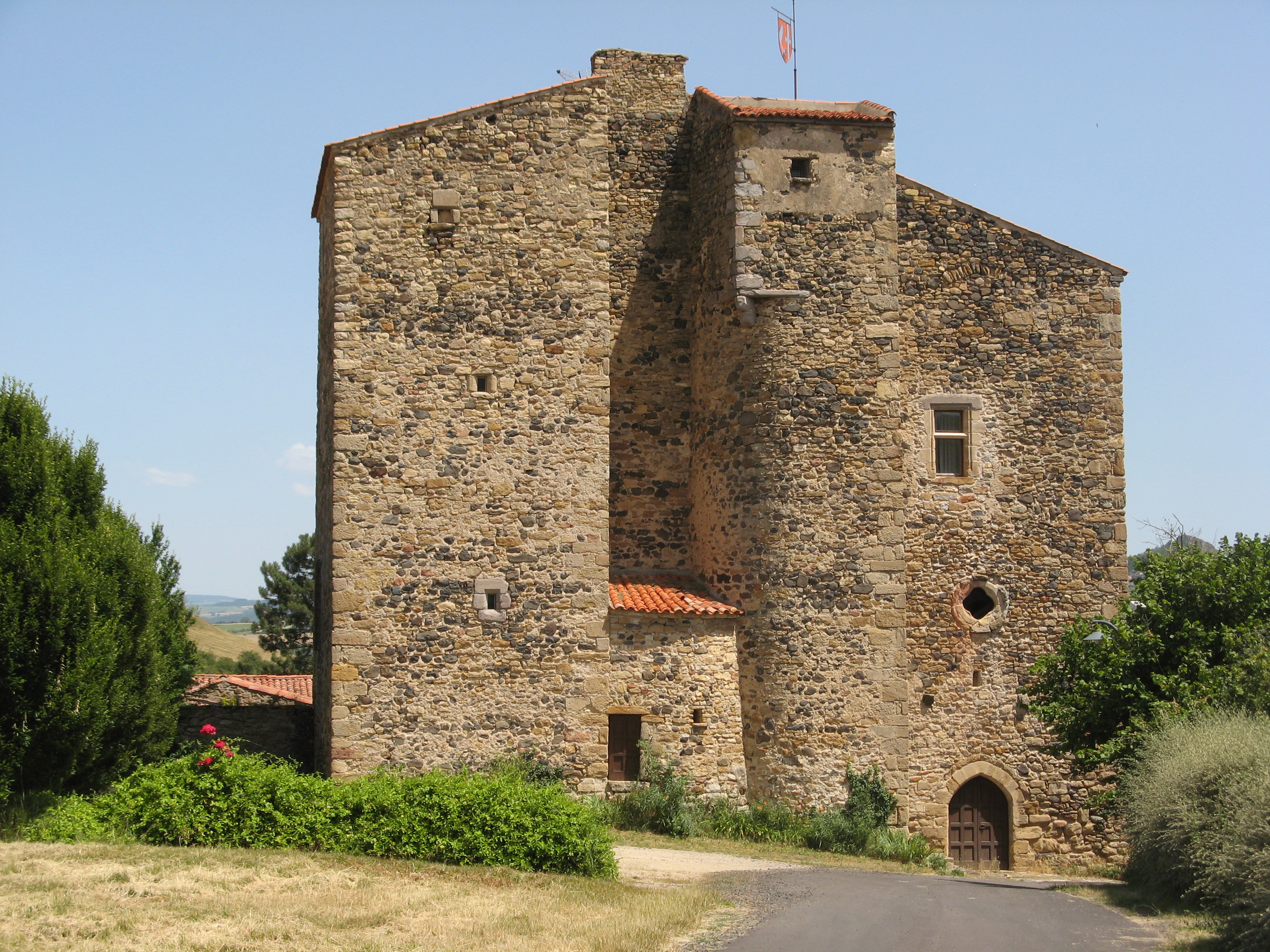
Commanderie de Chassaing.

La commanderie de Chassaing ou de Chauliac est un ancien prieuré dépendant de l'abbaye de La Chaise-Dieu construit du xiiie siècle au xve siècle, devenu une commanderie des Hospitaliers de l'ordre de Saint-Jean de Jérusalem avant 1315 puis un membre de la commanderie de Montchamp au sein du grand prieuré d'Auvergne et classé au titre des monuments historiques en 2010

## Politique et administration
| Période                                  | Période                   | Identité         | Étiquette | Qualité  |
| ---------------------------------------- | ------------------------- | ---------------- | --------- | -------- |
| Les données manquantes sont à compléter. |                           |                  |           |          |
| mars 2001                                |                           | G. Gaime         | SE        |          |
| mars 2008                                | juillet 2020              | Georges Chassany | SE        |          |
| juillet 2020                             | En cours (au 6 août 2020) | Olivier Tezenas  |           | Retraité |

## Population et société

### Démographie
L'évolution du nombre d'habitants est connue à travers les recensements de la population effectués dans la commune depuis 1793. Pour les communes de moins de 10 000 habitants, une enquête de recensement portant sur toute la population est réalisée tous les cinq ans, les populations de référence des années intermédiaires étant quant à elles estimées par interpolation ou extrapolation. Pour la commune, le premier recensement exhaustif entrant dans le cadre du nouveau dispositif a été réalisé en 2006.

En 2022, la commune comptait 632 habitants, en évolution de −6,78 % par rapport à 2016 (Puy-de-Dôme : +2,1 %, France hors Mayotte : +2,11 %).
| 1793  | 1800  | 1806  | 1821  | 1831  | 1836  | 1841  | 1846  | 1851  |
| ----- | ----- | ----- | ----- | ----- | ----- | ----- | ----- | ----- |
| 1 103 | 1 013 | 1 053 | 1 070 | 1 117 | 1 093 | 1 084 | 1 047 | 1 087 |

| 1856 | 1861 | 1866 | 1872 | 1876 | 1881 | 1886 | 1891 | 1896 |
| ---- | ---- | ---- | ---- | ---- | ---- | ---- | ---- | ---- |
| 994  | 958  | 929  | 911  | 923  | 895  | 971  | 933  | 874  |

| 1901 | 1906 | 1911 | 1921 | 1926 | 1931 | 1936 | 1946 | 1954 |
| ---- | ---- | ---- | ---- | ---- | ---- | ---- | ---- | ---- |
| 735  | 692  | 640  | 545  | 508  | 484  | 461  | 419  | 504  |

| 1962 | 1968 | 1975 | 1982 | 1990 | 1999 | 2006 | 2011 | 2016 |
| ---- | ---- | ---- | ---- | ---- | ---- | ---- | ---- | ---- |
| 533  | 572  | 536  | 562  | 588  | 591  | 613  | 624  | 678  |

| 2021 | 2022 | - | - | - | - | - | - | - |
| ---- | ---- | - | - | - | - | - | - | - |
| 647  | 632  | - | - | - | - | - | - | - |

## Culture locale et patrimoine

### Lieux et monuments
- Château fort ruiné conservant un donjon du xiiie siècle et des éléments du xive siècle et du xviie siècle, inscrit comme monument historique en 1997[21].
- Dolmen de Loubaresse découvert dans le dernier quart du XXe siècle et classé au titre des monuments historiques en 1978[22].
- Église de l'Assomption dans le bourg et chapelle près du château.
- Sur le plateau en haut du village, plusieurs pierres sont ornées de bas-reliefs.
- Aérodrome d'Issoire - Le Broc.

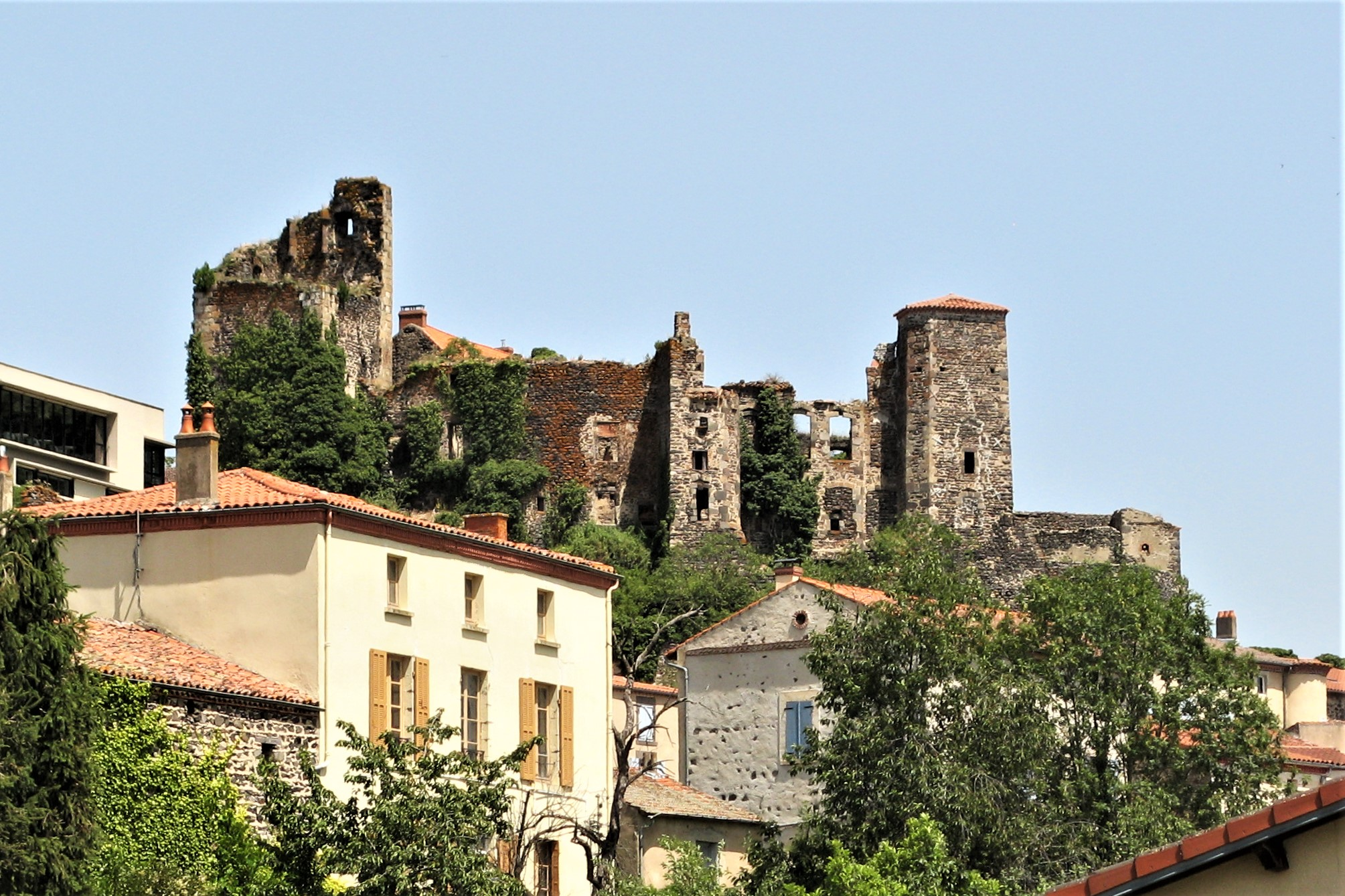
Château.
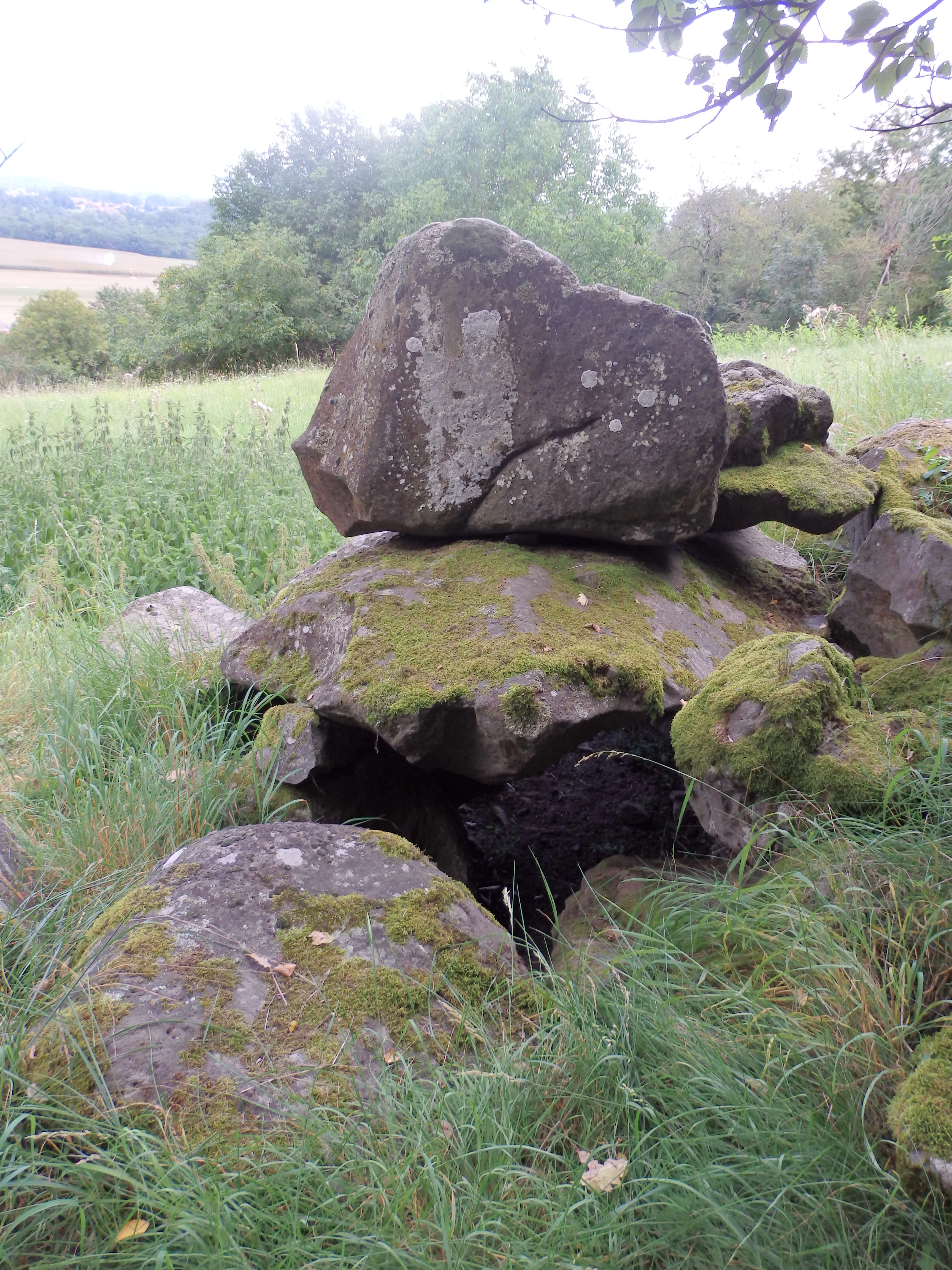
Dolmen de Loubaresse.
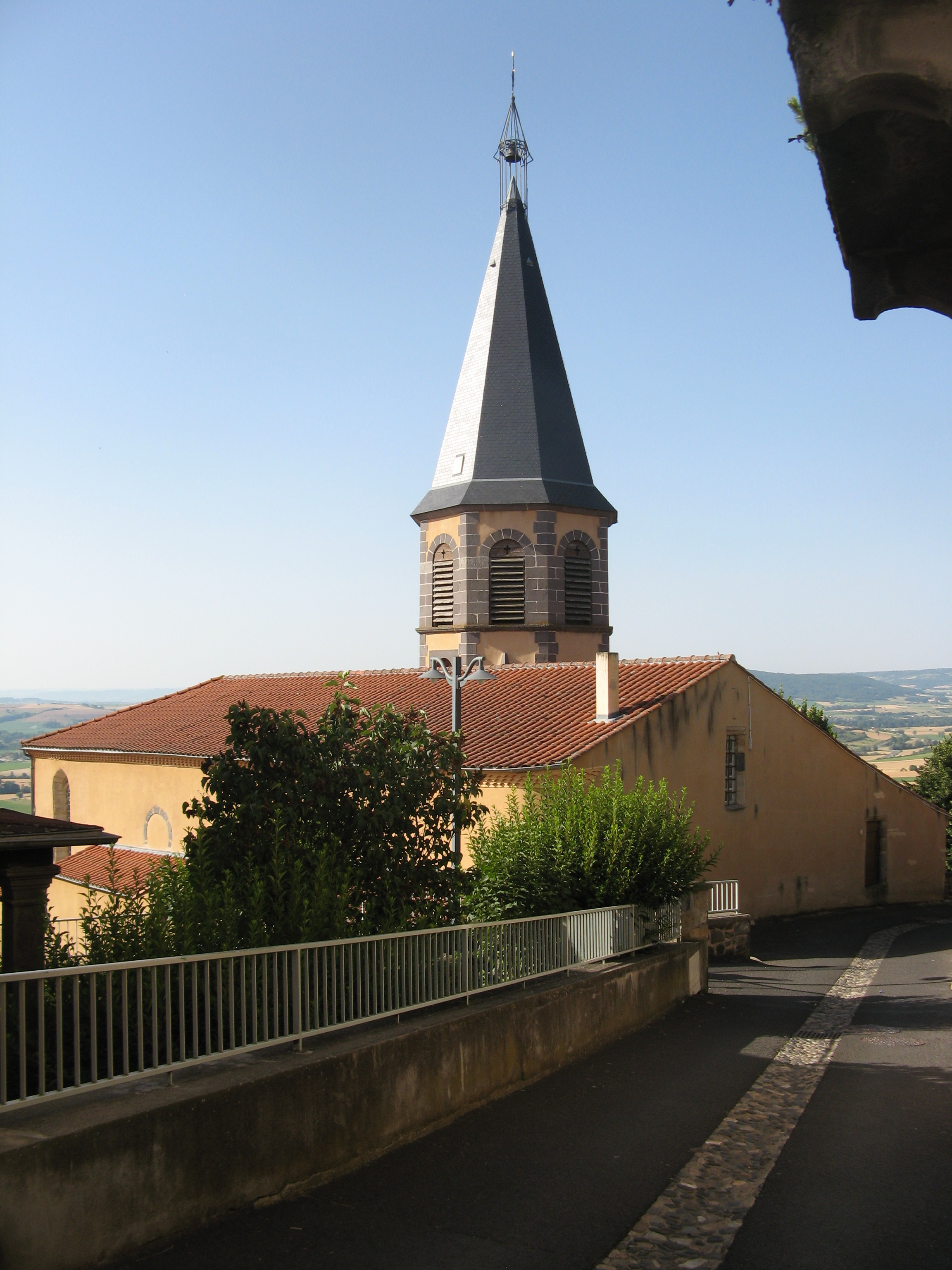
Église.
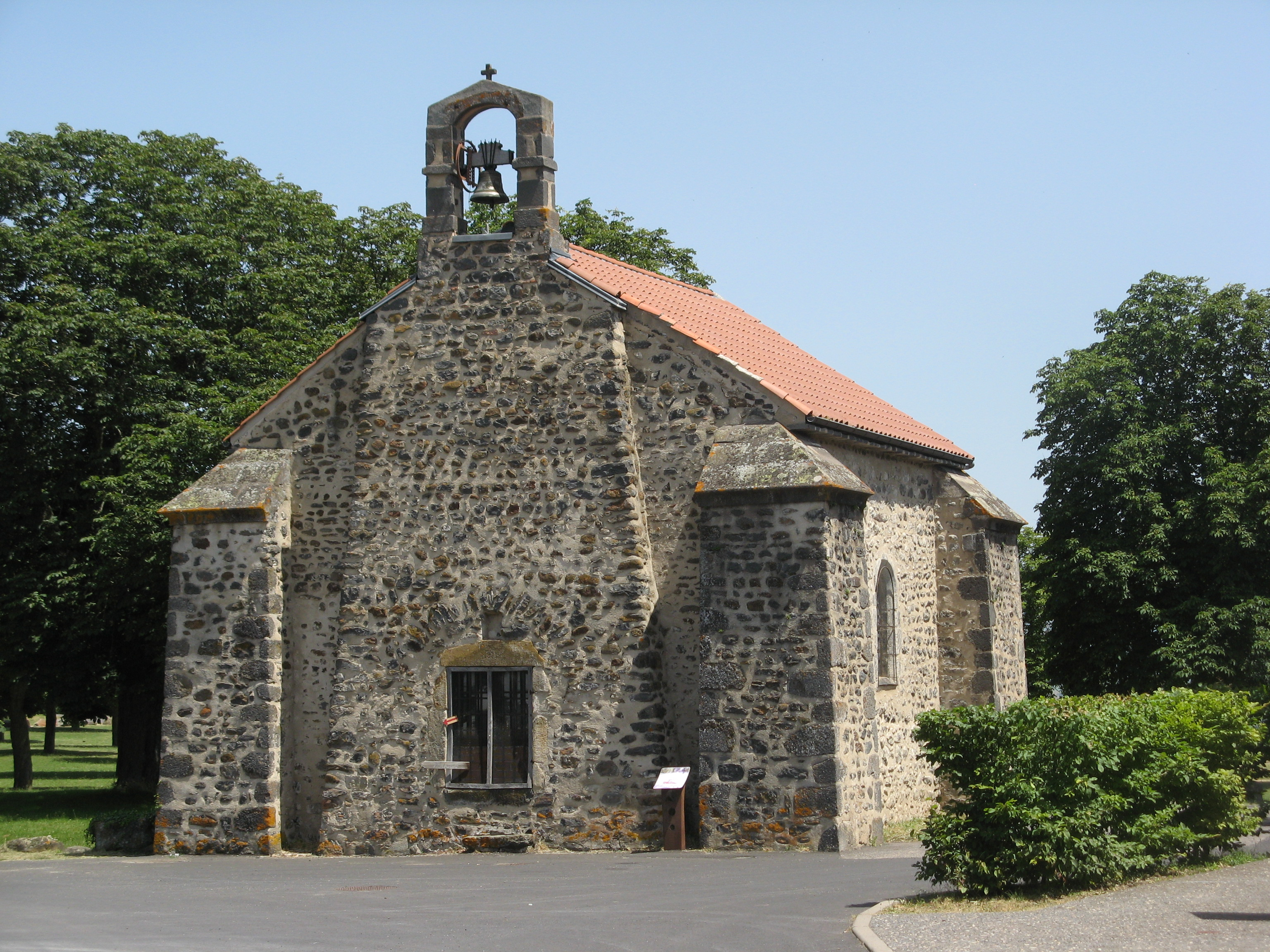
Chapelle.

### Personnalités liées à la commune
- Maurice Girot-Pouzol (1796-1857), homme politique né au Broc, député du Puy-de-Dôme de 1831 à 1834 et de 1848 à 1851.
- François Girot-Pouzol (1832-1898), homme politique né au Broc, député du Puy-de-Dôme puis sénateur du Puy-de-Dôme.

### Héraldique
| Blason de Broc (Le) | Blason  | Parti, au premier de gueules semé de molettes d'éperons d'argent, au lion du même brochant, au second, d'or à la fasce ondée d'azur. |
| Blason de Broc (Le) | Détails | Le statut officiel du blason reste à déterminer.                                                                                     |